# 孔知濬
孔知濬（？—953年），字秀川，五代十国时徐州滕县人，孔勍的从子。
后梁时孔知濬担任天兴军使。后唐邺城军变，他在潞州杀监军，稳定一州局势，有定变之功，唐明宗时转任泽州刺史。后晋高祖即位，升为陇州防御使，转任凤州刺史，有惠政。开运年间历任州团练使、防御使，后曾被契丹署为滑州节度使。后汉建立后，授密州防御使。后周广顺年间去世。